# ماسيمو دي دومينيكو
ماسيمو دي دومينيكو (بالإيطالية: Massimo Di Domenico)‏ هو لاعب كرة مضرب إيطالي، ولد في 15 ديسمبر 1945 في روما في إيطاليا.

## وصلات خارجية
- ماسيمو دي دومينيكو على موقع رابطة محترفي التنس (الإنجليزية)
- ماسيمو دي دومينيكو على موقع الاتحاد الدولي لكرة المضرب (الإنجليزية)
- ماسيمو دي دومينيكو على موقع كأس ديفيز (الإنجليزية)
- ماسيمو دي دومينيكو على موقع خلاصة التنس.كوم (الإنجليزية)
- ماسيمو دي دومينيكو على موقع أوليمبيديا (الإنجليزية)